# Чукчанси
Чукчанси (Chukchansi, Chuk’chansi) — диалект долинно-йокутского языка, на котором говорит группа чукчанси племени йокутов, проживающая вокруг ранчерии Пикаюне, в долине Сан-Хоакин штата Калифорния в США.
Записи языка чукчанси были сделаны Сиднеем Макдональдом Лембом между 1953—1957 годами.